# Shizhong, Jinan
Shizhong är ett stadsdistrikt i provinshuvudstaden Jinan i Shandong-provinsen i norra Kina.